# Luftangriffe auf Wesermünde

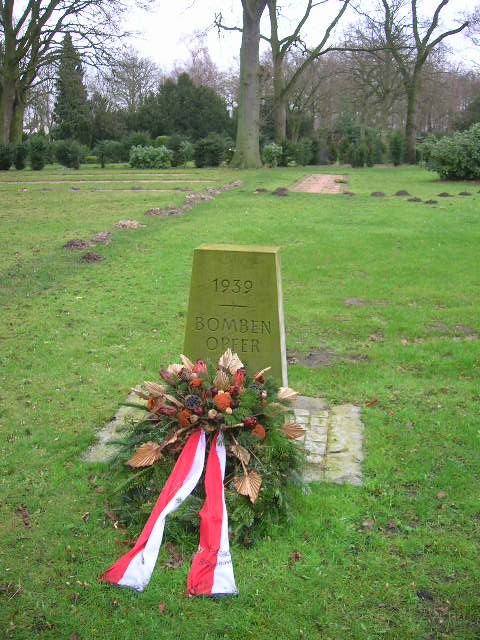
Denkmal in Wulsdorf

Die Luftangriffe auf Wesermünde waren alliierte Luftkriegsoperationen im Zweiten Weltkrieg auf die Stadt Wesermünde.

## Hintergrund
Wesermünde wurde 1924 als kreisfreie Stadt in der preußischen Provinz Hannover durch die Vereinigung der Städte Lehe und Geestemünde gebildet. Die Stadt, zu der seit 1939 auch Bremerhaven (heute Stadtteil Mitte) gehörte, wurde 1947 in das Land Bremen eingegliedert und in Bremerhaven umbenannt.
Wie Wilhelmshaven und Kiel war Wesermünde eine wichtige Hafenstadt. Der  Marinestützpunkt Bremerhaven (1935–1945) hatte strategische Bedeutung. So waren die Werften und die Industrie durch Luftangriffe stark gefährdet, zumal die Stadt von den Basen auf Großbritannien schnell zu erreichen war. Am 31. August 1939 hatte Adolf Hitler der Kriegsmarine den „Handelskrieg mit dem Schwerpunkt gegen England“ befohlen. Von 1939 bis 1945 flogen die Royal Air Force und die United States Army Air Forces (USAAF) 52 Luftangriffe auf Wesermünde und das zu Bremen gehörende Überseehafengebiet Bremerhaven. Bis Januar 1945 kamen dabei 1.142 Menschen ums Leben.

## Luftschutz
Im November 1940 begann der Bau von zunächst 10 vollwertigen Luftschutzbunkern des Selbstschutzes und der Deutschen Reichsbahn. Am Ende des Krieges standen schließlich 15 Hochbunker und 3 Tiefbunker im Stadtgebiet zur Verfügung. Dazu kamen einige weitere Bunker der Kriegsmarine in ihren Kasernen und Anlagen, die teilweise auch Zivilpersonen aufnahmen. Etwa 10 % der Bevölkerung fanden damit Schutz vor den Bomben.
Mehrere Batterien von Flugabwehrkanonen waren zur Sicherung in und um der Stadt stationiert. Die Marineflakabteilungen 244 und 264 verfügten in ihren Standorten Weddewarden, Langen, Spaden und Schiffdorf (244) sowie Langlütjen, Grebswarden, Ellwürden und Stotel (264) sowohl über 10,5-cm-Flak als auch solche vom größten Kaliber 12,8 cm.

## Bombardierungen
Der erste Bombenangriff am 28. November 1939 zielte auf den Fliegerhorst der Marineflieger in Weddewarden. Am 16. Oktober 1940 trafen Bomben erstmals auch Wohngebiete. Am 12. März 1941 ließ das RAF Bomber Command den Hafen bombardieren. Am 3. Februar 1944 warfen US-Flugzeuge 307 Sprengbomben und 37 Phosphorbomben ab. Am 15., 18. und 24. Juni 1944 flogen die USAAF Bombenangriffe auf Wesermünde, bei denen insgesamt über 1.000 Spreng- und Brandbomben niedergingen. Getroffen wurde besonders die Gegend um die Pauluskirche, darunter das Sparkassengebäude. Der Angriff am 24. Juni galt dem Fischereihafen und der Seebeckwerft.
Am 18. September 1944 schickte das RAF Bomber Command 206 Avro Lancaster und 7 de Havilland DH.98 Mosquitos an die Wesermündung. Abends zerstörten innerhalb von 20 Minuten 480 Sprengbomben, 420.000 Stabbrandbomben und 31 Luftminen das Zentrum und Geestemünde fast vollständig. Der Kirchturm der Bürgermeister-Smidt-Gedächtniskirche widerstand. Zerstört wurde auch die Ziegelei in Blexen, in der Gummi für den Bau von U-Booten lagerte. Der Stadtteil Wesermünde-Mitte (ehemals Bremerhaven) war zu 97 Prozent zerstört, Geestemünde zu 75 Prozent und Lehe zu 12 Prozent. 2670 Gebäude waren völlig zerstört, 369 schwer und 1491 leicht beschädigt. Vernichtet waren sechs Kirchen, vierzehn Schulen, die Stadthalle, das Stadttheater, das Morgenstern-Museum, die Stadtbibliothek, das Aquarium mit einem Teil der Tiergrotten des Zoos am Meer, der Südflügel des Auswandererhauses und der Columbusbahnhof. Die Hafenanlagen blieben unbeschädigt, da Wesermünde (Bremerhaven) bereits als Nachschubhafen für die Amerikaner konzipiert war. Versenkt wurden die Frachter Monica (295 BRT) und Stillesee (1.408 BRT). 618 Personen verloren ihr Leben, 1.903 wurden verletzt und 30.000 obdachlos. Die RAF verlor nur zwei Flugzeuge.
In der Nacht vom 18./19. Oktober fielen noch einmal 867 t Bomben auf die bereits zerstörte Stadt.
Auf dem Bremerhavener Friedhof in Wulsdorf wurde für die Bombenopfer ein Denkmal errichtet.